# Internazionali di Tennis di Baviera 1999
Gli Internazionali di Tennis di Baviera 1999 sono stati un torneo di tennis giocato sulla terra rossa. È stata la 84ª edizione del torneo, facente parte della categoria International Series nell'ambito dell'ATP Tour 1999. Si è giocato a Monaco di Baviera in Germania, dal 26 aprile al 3 maggio 1999.

## Campioni

### Singolare
Franco Squillari ha battuto in finale  Andrei Pavel con il punteggio di 6–4, 6–3

### Doppio
Daniel Orsanic /  Mariano Puerta hanno battuto in finale  Massimo Bertolini /  Cristian Brandi con il punteggio di 7–6, 3–6, 7–6